# Kortarige zeekraal
Kortarige zeekraal (Salicornia europaea subsp. europaea) is een plant uit de amarantenfamilie (Amaranthaceae).